# Puglia - Società anonima di navigazione a vapore
La Puglia Società anonima di navigazione a vapore è stata una compagnia di navigazione italiana attiva tra il 1876 e il 1932.

## Storia

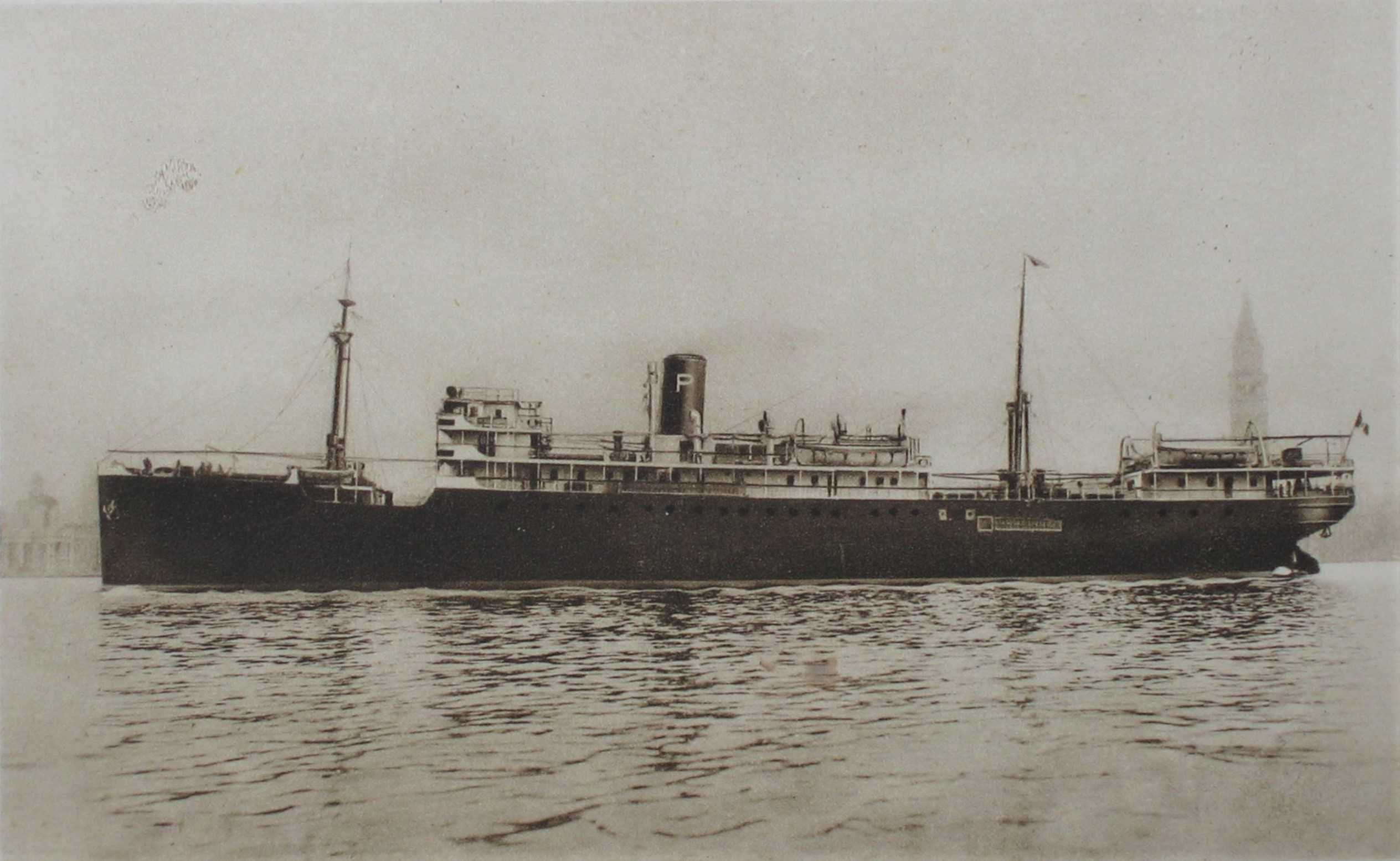
Il piroscafo Città di Bari della Puglia di Navigazione.

### Gli inizi (1876 - 1887)
La Puglia Società anonima di navigazione a vapore fu costituita Bari il 9 febbraio 1876, con un capitale sociale di 300 000 lire versato da diversi imprenditori locali. Il primo presidente fu Alberto Marstaller, di origini tedesche. Il 13 luglio dello stesso anno la società acquistò il primo piroscafo, il Fifeshire, costruito nel Regno Unito nel 1873 e avente una stazza lorda di 439 tonnellate. Ribattezzato Peuceta, il piroscafo fu impiegato per il trasporto di vino e olio pugliese in Adriatico. L'iniziativa ebbe buon successo e nel febbraio 1877 la Puglia acquistò un secondo piroscafo, sempre di costruzione britannica, ribattezzandolo Fieramosca e destinandolo a una nuova linea verso la Francia, con capi a Bari e Marsiglia; a questo seguì, due mesi più tardi, una terza unità, di 798 tonnellate di stazza, ribattezzata Messapo. Nel maggio 1878 la Puglia acquistò il suo primo piroscafo di nuova costruzione, il Dauno, di 466 tonnellate di stazza lorda.
Dato lo sviluppo della società, nel 1878 la carica di direttore generale, fino a quel momento svolta a turno da uno dei componenti del consiglio di amministrazione, fu affidata al cavaliere Agostino Tortello di Genova, sostituito nel 1881 da Luigi Fondini. La Puglia continuò negli anni seguenti la sua crescita: nel 1880 fu ordinato a Newcastle un ulteriore piroscafo, il Barion, di 986 tonnellate di stazza, mentre nel 1884 ne furono acquistati altri due gemelli, di 728 tonnellate di stazza, battezzati Lucano e Gargano; il primo disponeva di sistemazioni per 26 passeggeri in cabina e 177 posti di ponte, mentre i secondi potevano trasportare 6 passeggeri in cabina e 374 sul ponte. 
Nel 1886 entrò in flotta il Bari, precedentemente appartenuto alla Prima Compagnia Barese di Navigazione e recuperato dopo essersi incagliato a Trieste; l'anno seguente il Messapo finì sugli scogli nei pressi di Punta Alice e fu qui abbandonato. Sempre nel 1887 furono acquistati in Inghilterra altri due piroscafi di nuova costruzione, lo Japigia, di 1 252 tonnellate di stazza e il Melo, di 1 075. A fine anno la flotta della Puglia era costituita da nove piroscafi, con una stazza complessiva di 6 067 tonnellate.

### L'ingresso nei servizi sovvenzionati e transatlantici (1888 - 1914)
Col finire del 1887, le forti tensioni commerciali tra Italia e Francia portarono a una forte riduzione dei traffici commerciali della Puglia verso questo Paese e la compagnia, superate alcune difficoltà economiche derivanti da questa situazione, si ri-orientò verso i traffici passeggeri. Nel 1891 la Puglia si inserì sulle linee transatlantiche verso il Sudamerica, dedicandovi due unità di nuova costruzione, Calabro e Messapia, di poco superiori alle 2 000 tonnellate di stazza e con sistemazioni per 31 passeggeri in cabina e 830 in cuccette. I due piroscafi furono messi in servizio su una linea con scali a Genova, Napoli, Rio de Janeiro, Santos, Montevideo, Buenos Aires e Rosario. Nel 1893 la Puglia iniziò poi con i piroscafi Bari, Peuceta e Japigia il servizio sulle linee Venezia - Brindisi e Ancona - Zara sovvenzionate dallo Stato italiano, con convenzioni valide fino al 1908. Tra il 1895 e il 1899 la Puglia prese in consegna dai cantieri navali Orlando quattro piroscafi misti merci e passeggeri (Brindisi, Taranto, Barletta e Gallipoli), che furono destinati alle linee sovvenzionate in Adriatico.
Il 20 ottobre 1900 il Messapia, in viaggio dal Sudamerica all'Europa con 470 passeggeri a bordo, prese fuoco a 200 miglia dalle isole di Capo Verde. Il piroscafo riuscì a giungere a São Vicente e a sbarcare i passeggeri, ma vista la gravità dei danni fu destinato alla demolizione. In sostituzione del Messapia fu acquistato il piroscafo Sikh, di 2 802 tonnellate di stazza, che fu ribattezzato Regina Elena; la Puglia continuò a operare sulle linee per Nord e Sudamerica fino al 1904, quando entrambi i piroscafi ad esse dedicati furono venduti.
Nel gennaio 1901, in conseguenza all'apertura di un ufficio postale italiano a Scutari, la Puglia sottoscrisse una nuova convenzione con lo Stato italiano per esercitare delle nuove linee sovvenzionate verso l'Albania, con collegamenti da San Giovanni di Medua a Scutari (con un tratto fluviale lungo la Boiana) e da Brindisi per San Giovanni e Durazzo. Furono quindi ordinati al cantiere Fratelli Orlando tre piroscafi (Epiro, Molfetta e Jolanda), i primi due dedicati alla seconda linea e il terzo dedicato al collegamento fluviale interno albanese. 
Nel 1905 furono stipulate con lo Stato delle nuove convenzioni postali, sulla base delle quali alla Puglia di navigazione fu affidato il servizio su quattro linee postali sovvenzionate (Linea "A": Venezia - Ancona - Isole Tremiti - Vieste - Bari - Antivari - San Giovanni di Medua - Durazzo - Valona - Brindisi, Linea "B": Ancona - Zara - Spalato - Gravosa - Cattaro - Risano - Antivari, linea "C": Brindisi - Valona - Santi Quaranta (Saranda) - Corfù - Paxos - Santa Maura - Prevesa  e linea "D": San Giovanni di Medua - Oboti - Scutari, le prime tre settimanali e l'ultima bisettimanale), a fronte di un contributo statale annuale di 630 000 lire. A queste linee sovvenzionate se ne aggiunse poi una esclusivamente dedicata alle merci, con capi a Gallipoli e Metković. Nel 1908 lo Japigia entrò in collisione nel porto di Bari con il piroscafo Bulgaria della Navigazione Generale Italiana e naufragò.
Nel giugno 1910 furono approvate le nuove convenzioni per le linee sovvenzionate statali. Alla Puglia furono nuovamente assegnate, per 15 anni, le linee "A", "B", "C" e "D", le prime tre prolungate a Trieste e Venezia e con un numero di scali aumentato, a fronte di un contributo statale di 920 000 lire annue. Alla Puglia vennero poi affidate anche tre linee, principalmente dedicate alle merci, tra Puglia e Sicilia, nell'Adriatico e con il Gargano e le Isole Tremiti, con una sovvenzione di 330 000 lire. Il rinnovo di queste convenzioni fu concesso a patto di un rinnovo della flotta, che fu realizzato con l'acquisto dei piroscafi Mafalda, da 146 tonnellate, Japigia, da 1 269 tonnellate e Calabro da 1 925 tonnellate. 
La guerra italo-turca del 1911 - 1912 ebbe conseguenze sulla Puglia di navigazione, che per il periodo del conflitto sospese gli scali in Epiro e in Albania. Continuò nel frattempo il rinnovo della flotta, con la costruzione di due unità gemelle da 1 147 tonnellate di stazza (Adriatico e Jonio) nel 1912 e di un'unità da 1 489 tonnellate (Città di Bari) nel 1913; nello stesso periodo furono venduti per demolizione i piroscafi più vecchi in flotta (Peuceta, Fieramosca, Gargano e Lucano). La costruzione dei nuovi piroscafi rese necessario un aumento di capitale, in conseguenza del quale entrarono per la prima volta nell'assetto societario attori non pugliesi; gli anni 1913 e 1914 furono poi ulteriormente complicati sia da uno sciopero del personale navigante che dalle guerre balcaniche, che provocarono lunghe sospensioni nei servizi della compagnia. A seguito di queste difficoltà la SITMAR (Società Italiana Servizi Marittimi), società nell'orbita della Navigazione Generale Italiana, acquisì alcune quote azionarie della Puglia, che entrò quindi anch'essa sotto l'influenza della N.G.I.
Nel 1914 la Puglia si vide assegnare altre due linee sovvenzionate verso l'Albania, una tra Bari e Durazzo e l'altra tra Bari e Valona.

### La prima guerra mondiale (1914 - 1918)
Lo scoppio della prima guerra mondiale e il successivo ingresso in guerra dell'Italia fermarono di nuovo i traffici della Puglia di navigazione, la cui flotta fu interamente requisita dallo Stato. Le navi della Puglia furono impiegate per trasporti eseguiti per conto delle autorità militari; nel luglio 1915 fu ripristinato un collegamento tra Gallipoli e Valona, per mezzo del piroscafo Epiro, in seguito sostituito dal più grande Molfetta. Per sopperire alla carenza dei collegamenti via terra nel Gargano, fu poi riattivata a ottobre 1915 la linea commerciale per il Gargano e le Isole Tremiti, alla quale fu destinato nuovamente l'Epiro. Tra il novembre 1915 e l'aprile del 1916 diverse unità della Puglia furono poi coinvolte nelle operazioni di trasporto e rifornimento dell'esercito serbo in ritirata e nelle operazioni di trasporto dei profughi serbi e, dopo la resa del Montenegro nel gennaio 1916, montenegrini. Nel 1916 e 1917 furono aggiunti poi alcuni collegamenti con la Grecia e l'Albania, che continuarono fino alla fine della guerra.
Durante la guerra la Puglia perse sette piroscafi: il 6 gennaio 1916 il Brindisi affondò dopo aver urtato una mina al largo di San Giovanni di Medua, causando la morte di 265 montenegrini che stavano rimpatriando per arruolarsi e di alcuni componenti dell'equipaggio; il 4 gennaio 1917 il Calabro fu silurato da un sommergibile tedesco mentre svolgeva un trasporto verso l'Inghilterra; il 21 aprile lo Japigia fu silurato e affondato mentre navigava tra Valona e Brindisi, con la morte di 11 membri dell'equipaggio; il 6 ottobre il Città di Bari fu silurato al largo di Corfù e affondò, causando la morte di 18 membri dell'equipaggio; il 3 dicembre 1917 il Melo affondò dopo aver urtato una mina, con due vittime; il Dauno si incagliò in Libia il 28 dicembre 1917; infine, il 17 marzo 1918 l'Adriatico affondò dopo una collisione con il piroscafo Rose in basso Adriatico. Alla fine della guerra la flotta della Puglia fu quindi ridotta a dieci unità.

### Ultimi anni (1918 - 1932)
Con la fine della guerra, nel gennaio 1919 furono gradualmente ripresi i regolari servizi di linea in Adriatico. La Puglia prese in carico, oltre alle linee ad essa assegnate prima della guerra, anche altre linee in precedenza esercite da società austroungariche, utilizzando allo scopo delle unità ex austroungariche con bandiera interalleata. Questa situazione perdurò fino all'aprile del 1923, quando le convenzioni sottoscritte dalla Puglia di navigazione furono ufficialmente approvate. Alla Puglia furono assegnate le linee Venezia - Rodi, Venezia - Leucade, Venezia - Brindisi, San Giovanni di Medua - Scutari e Bari - Gargano - Tremiti, tutte con frequenza settimanale, a fronte di una sovvenzione statale di 13 250 000 lire annue. La permanenza della Puglia sulle linee per Grecia e Turchia mise la compagnia in diretta concorrenza con il Lloyd Triestino, erede del Lloyd Austriaco; nel maggio 1924 la compagnia triestina acquistò quindi dalla SITMAR il pacchetto di maggioranza della Puglia, cedendo in cambio le quote in suo possesso della Società di navigazione Italia alla N.G.I., controllante della SITMAR. In seguito a questo riassetto societario, nel consiglio di amministrazione della Puglia entrarono il direttore generale del Lloyd Triestino Giuseppe Premuda e un altro dirigente del Lloyd, Mariano Trauner, e la compagnia noleggiò e poi acquistò quattro piroscafi del Lloyd, Almissa, Lussino, Brioni e Metcovich.
Nel 1925 ci fu un'ulteriore riorganizzazione delle linee sovvenzionate dallo Stato; la Puglia si vide confermate le linee assegnatele in precedenza, con l'aggiunta del collegamento Venezia - Alessandria d'Egitto, con un adeguamento della sovvenzione annuale a 14 950 000 lire. Per svecchiare la flotta furono ordinate allo Stabilimento Tecnico Triestino quattro motonavi da 3 220 tonnellate di stazza, Città di Bari, Egitto, Egeo e Rodi, che entrarono in servizio tra il 1927 e il 1928. In seguito all'ingresso di queste quattro unità, l'Almissa e il Metcovich furono venduti per la demolizione, mentre il Gallipoli fu venduto alla Florio.
Nel marzo 1928 la Puglia passò nuovamente di mano: la Banca Commerciale Italiana cedette le proprie quote nel Lloyd Triestino alla Cosulich, che divenne quindi il nuovo azionista di maggioranza della Puglia. Nel settembre dello stesso anno alla Puglia fu assegnato il collegamento sovvenzionato Bari - Durazzo, con frequenza bisettimanale. Nel 1929, trovatasi nell'impossibilità di completare il programma di rinnovo della flotta previsto dalle convenzioni del 1925, la Puglia negoziò con lo Stato un aumento della sovvenzione di 3 000 000 di lire, a patto che la Puglia mettesse in servizio entro il 31 dicembre 1931 le quattro nuove unità previste. Nel novembre del 1929 la Cosulich liquidò la propria partecipazione nel Lloyd Triestino, che a sua volta cedette le proprie quote della Puglia alla società San Marco. 
Nel 1929 uscirono dalla flotta della Puglia il Mafalda, per naufragio, il Barletta, ceduto ad un armatore estero, e il Barion, venduto per la demolizione; nel febbraio del 1930 fu perso anche il Brioni, che naufragò dopo aver urtato uno scoglio nei pressi di Lissa. Tra il 1931 ed il 1932 entrarono quindi in servizio sei nuove motonavi miste costruite presso i Cantieri Riuniti dell'Adriatico di Monfalcone, Brioni, Brindisi, Zara, Monte Gargano e Barletta. Con l'entrata in servizio di queste unità alcune di quelle più vecchie in flotta (Jonio, Molfetta, Lussino e Taranto) furono cedute ad armatori greci.
Nel 1932 fu messa in atto una riorganizzazione dei collegamenti sovvenzionati: il Decreto Ministeriale 21 marzo 1932 stabilì l'accorpamento delle compagnie che espletavano questi servizi in Adriatico, nell'Egeo e verso il Levante in una nuova società, l'Compagnia di Navigazione Adriatica, Società Anonima. La Puglia di navigazione confluì in questa nuova compagnia insieme alle società Costiera e Nautica di Fiume, alla Zaratina, alla S.A.I.M di Ancona e alla San Marco di Venezia, quest'ultima in posizione di controllante della nuova compagnia. La Puglia di navigazione cessò quindi di esistere, dopo 56 anni di storia.

## Flotta

### Unità entrate in servizio prima e durante la prima guerra mondiale
La tabella seguente presenta in ordine cronologico le navi che prestarono servizio per la Puglia di Navigazione prima e durante la prima guerra mondiale, ad eccezione delle unità noleggiate. Salvo ove diversamente indicato, tutti i dati per ciascuna nave sono tratti dalla fonte indicata nella colonna "Nome". Nel caso di navi omonime, le stesse sono distinte attraverso un numero progressivo tra parentesi.
| Classe    | Nome          | Tipo                     | Anno di costruzione | Stazza lorda (tsl) | Passeggeri  | Anni di servizio per Puglia di Navigazione | Note                                                           |
| --------- | ------------- | ------------------------ | ------------------- | ------------------ | ----------- | ------------------------------------------ | -------------------------------------------------------------- |
| -         | Peuceta       | Piroscafo merci          | 1873                | 439                | -           | 1876 - 1912                                | venduto per demolizione                                        |
| -         | Fieramosca    | Piroscafo merci          | 1873                | 585                | -           | 1877 - 1912                                | venduto per demolizione                                        |
| -         | Messapo       | Piroscafo merci          | 1877                | 789                | -           | 1877 - 1887                                | incagliato presso Punta Alice                                  |
| -         | Dauno         | Piroscafo merci          | 1878                | 466                | -           | 1878 - 1917                                | incagliato in Libia durante la prima guerra mondiale           |
| -         | Barion        | Piroscafo misto          | 1881                | 986                | 193         | 1881 - 1929                                | venduto per demolizione                                        |
| Ariadne   | Lucano        | Piroscafi misti          | 1884                | 728                | 380         | 1884 - 1912                                | venduti per demolizione                                        |
| Ariadne   | Gargano       | Piroscafi misti          | 1884                | 728                | 380         | 1884 - 1912                                | venduti per demolizione                                        |
| -         | Bari          | Piroscafo misto          | 1873                | 321                | 96          | 1886 - 1923                                | venduto alla Società Esercizi Marittimi di Venezia             |
| -         | Japigia       | Piroscafo misto          | 1887                | 1 252              | 235         | 1887 - 1908                                | naufragato in seguito a collisione col piroscafo Bulgaria      |
| -         | Melo          | Piroscafo misto          | 1887                | 1 075              | 209         | 1887 - 1908                                | affondato dopo urto con una mina                               |
| Calabro   | Calabro       | Piroscafi misti          | 1890                | 2 103              | 861         | 1891 - 1904                                | venduto ad armatore estero                                     |
| Calabro   | Messapia      | Piroscafi misti          | 1890                | 2 205              | 861         | 1891 - 1900                                | venduto per demolizione                                        |
| -         | Brindisi      | piroscafo misto          | 1895                | 879                |             | 1895 - 1916                                | affondato dopo urto con una mina                               |
| Barletta  | Barletta      | piroscafi misti          | 1898                | 1 047              | 361         | 1898 - 1932                                | venduto ad armatore greco                                      |
| Barletta  | Gallipoli     | piroscafi misti          | 1898                | 1 076              | 361         | 1898 - 1928                                | venduto alla Florio                                            |
| -         | Taranto       | piroscafo misto          | 1899                | 1 230              | 361         | 1899 - 1931                                | venduto ad armatore greco                                      |
| -         | Regina Elena  | piroscafo misto          | 1889                | 2 802              | 1 125       | 1901 - 1904                                | venduto alla compagnia Austro Americana di Trieste             |
| -         | Epiro         | piroscafo misto          | 1901                | 529                | 372         | 1901 - 1932                                | confluito nell'Adriatica di Navigazione                        |
| -         | Jolanda       | piroscafo fluviale misto | 1902                | 210,55             |             | 1902 - 1932                                | confluito nell'Adriatica di Navigazione                        |
| -         | Molfetta      | piroscafo misto          | 1902                | 739                |             | 1903 - 1931                                | venduto ad armatore greco                                      |
| -         | Mafalda       | piroscafo fluviale misto | 1905                | 146                |             | 1911 - 1929                                | naufragato il 6 giugno 1929                                    |
| -         | Japigia (II)  | piroscafo merci          | 1890                | 1 269              | -           | 1911 - 1917                                | silurato e affondato il 4 dicembre 1917                        |
| -         | Calabro (II)  | piroscafo misto          | 1890                | 1 925              |             | 1911 - 1917                                | silurato e affondato nel gennaio 1917                          |
| Adriatico | Adriatico     | piroscafo misto          | 1912                | 1 147              |             | 1912 - 1918                                | naufragato il 17 marzo 1918 dopo collisione col piroscafo Rose |
| Adriatico | Jonio         | piroscafo misto          | 1912                | 1 147              | 1912 - 1932 | venduto ad armatore greco                  |                                                                |
| -         | Città di Bari | piroscafo misto          | 1913                | 1 489              |             | 1913 - 1917                                | silurato e affondato nell'ottobre 1917                         |

### Unità entrate in servizio dopo la prima guerra mondiale
La tabella seguente presenta in ordine cronologico le navi che prestarono servizio per la Puglia di Navigazione dopo la prima guerra mondiale, ad eccezione delle unità noleggiate.. Salvo ove diversamente indicato, tutti i dati per ciascuna nave sono tratti dalla fonte indicata nella colonna "Nome". Nel caso di navi omonime, le stesse sono distinte attraverso un numero progressivo tra parentesi. Non sono inclusi i piroscafi ex-austroungarici gestiti dalla Puglia tra il 1919 ed il 1923.
| Classe        | Nome               | Tipo                   | Anno di costruzione | Stazza lorda (tsl) | Passeggeri | Anni di servizio per Puglia di Navigazione | Note                                    |
| ------------- | ------------------ | ---------------------- | ------------------- | ------------------ | ---------- | ------------------------------------------ | --------------------------------------- |
| -             | Città di Lecce     | piroscafo merci        | 1918                | 2 068              | -          | 1920 - 1926                                | ceduto alla SITMAR                      |
| -             | Otranto            | piroscafo misto        | 1906                | 2 056              |            | 1925 - 1932                                | confluito nell'Adriatica di navigazione |
| -             | San Nicola         | rimorchiatore fluviale | 1915                | 74                 |            |                                            |                                         |
| Trieste       | Almissa            | piroscafi              | 1893                | 936                |            | 1924 - 1927                                | venduti per demolizione                 |
| Trieste       | Metcovich          | piroscafi              | 1893                | 869                |            | 1924 - 1927                                | venduti per demolizione                 |
| Sarajevo      | Lussino            | piroscafi misti        | 1910                | 1 158              | 44         | 1924 - 1931                                | venduto ad armatore greco               |
| Sarajevo      | Brioni             | piroscafi misti        | 1910                | 1 158              | 44         | 1924 - 1930                                | naufragato il 2 febbraio 1930           |
| Città di Bari | Città di Bari (II) | motonavi miste         | 1927                | 3 220              | 139        | 1927 - 1932                                | confluite nell'Adriatica di navigazione |
| Città di Bari | Egitto             | motonavi miste         | 1928                | 3 220              | 139        | 1928 - 1932                                | confluite nell'Adriatica di navigazione |
| Città di Bari | Egeo               | motonavi miste         | 1928                | 3 220              | 139        | 1928 - 1932                                | confluite nell'Adriatica di navigazione |
| Città di Bari | Rodi               | motonavi miste         | 1928                | 3 220              | 139        | 1928 - 1932                                | confluite nell'Adriatica di navigazione |
| Brioni        | Brioni (II)        | motonavi miste         | 1931                | 1 976              | 68         | 1931 - 1932                                | confluite nell'Adriatica di navigazione |
| Brioni        | Adriatico (II)     | motonavi miste         | 1931                | 1 976              | 68         | 1931 - 1932                                | confluite nell'Adriatica di navigazione |
| Brioni        | Brindisi (II)      | motonavi miste         | 1931                | 1 976              | 68         | 1931 - 1932                                | confluite nell'Adriatica di navigazione |
| Brioni        | Zara               | motonavi miste         | 1931                | 1 976              | 68         | 1931 - 1932                                | confluite nell'Adriatica di navigazione |
| Brioni        | Monte Gargano      | motonavi miste         | 1931                | 1 976              | 68         | 1931 - 1932                                | confluite nell'Adriatica di navigazione |
| Brioni        | Barletta (II)      | motonavi miste         | 1931                | 1 976              | 68         | 1931 - 1932                                | confluite nell'Adriatica di navigazione |

## Rotte effettuate

### Nel 1900
Nel 1900 la Puglia effettuava le seguenti linee, le prime due sovvenzionate:

### Nel 1905
Nel 1905 la Puglia effettuava le seguenti linee, le prime cinque sovvenzionate:

### Nel 1910
Nel 1910, in seguito al rinnovo delle convenzioni con lo Stato, la Puglia esercitava le seguenti linee, le prime quattro postali e le altre merci; gli itinerari di queste ultime erano variabili:

### Dal 1919 al 1923
Nei primi anni del dopoguerra, la Puglia esercitò le seguenti linee, impiegando anche piroscafi ex-austroungarici:

### Nel 1925
In base alle convenzioni del 1925, alla Puglia furono assegnate le seguenti linee:

### Nel 1928
Al 1928, la Puglia esercitava le seguenti linee:

## Colori sociali
La bandiera della compagnia era rossa, con una "P" bianca al centro; il fumaiolo delle unità sociali era nero con una banda rossa e una "P" bianca.